# Prisilna sterilizacija u Trećem Reichu
U Trećem Reichu su samo zdravi Nijemci trebali imati djecu. 
Pod nacističkim režimom oko 350 000 invalida i mentalno oboljelih ljudi nasilno je sterilizirano pod izlikom nasljednih bolesti.